# Granatspitzgruppe
Die Granatspitzgruppe ist eine Gebirgsgruppe der zentralen Ostalpen. Zusammen mit der Ankogelgruppe, der Goldberggruppe, der Glocknergruppe, der Schobergruppe, der Kreuzeckgruppe, der Venedigergruppe, den Villgratner Bergen und der Rieserfernergruppe bildet die Granatspitzgruppe die Großgruppe der Hohen Tauern. Die Granatspitzgruppe befindet sich in Österreich in den Bundesländern Salzburg und Tirol. Der höchste Gipfel ist der Große Muntanitz, 3232 m ü. A.
Die Granatspitzgruppe befindet sich im zentralen Teil der Hohen Tauern. Die Felbertauernstraße begrenzt die Gruppe großteils im Westen. Die Gruppe steht etwas im Schatten ihrer berühmten Nachbargruppen mit dem Großglockner und dem Großvenediger. Namensgeber für die Gruppe ist die Granatspitze, 3086 m ü. A.

## Begriffsgeschichte

Teile der Granatspitzgruppe von Süden

Das Konzept einer eigenständigen Granatspitzgruppe wurde 1871 von Karl Hofmann eingeführt. Er lehnte die bisherige Zugehörigkeit der Berge der Granatspitzgruppe zur Glocknergruppe, welche von Adolf Schaubach 1845 begründet wurde, aus orografischen Gründen ab. Die Benennung durch Hofmann als Landeckgruppe, nach dem Verzweigungspunkt der Gruppe, dem Großen Landeggkopf (2900 m), konnte sich jedoch auf Grund dessen innerhalb der Gruppe wenig bedeutsamen Höhe nicht durchsetzten. Bereits 1873 führte daher Gustav Demelius die heute verbreitete Bezeichnung als Granatkoglgruppe ein, wobei er die Granatspitze (damals Grantkogl) als höchsten Gipfel des Tauernhauptkamms innerhalb der Gruppe erachtete.

## Benachbarte Gebirgsgruppen
Die Granatspitzgruppe grenzt an die folgenden anderen Gebirgsgruppen der Alpen:
- Kitzbüheler Alpen (im Norden)
- Glocknergruppe (im Osten)
- Schobergruppe (im Südosten)
- Villgratner Berge (im Südwesten)
- Venedigergruppe (im Westen)

## Umgrenzung
Im Norden bildet das Oberpinzgau die Grenze von Mittersill die Salzach flussabwärts bis Uttendorf. Im Osten verläuft die Grenze von Uttendorf südwärts durch das Stubachtal über Enzingerboden, Grünsee, entlang des Weißenbach und den Weißsee zum Kalser Tauern (auch Kalser Törl); von dort über den Dorfer-See entlang des Kalser Bachs nach Süden bis zur Mündung in die Isel bei Unterpeischlach.
Die Westgrenze verläuft Isel-aufwärts bis Matrei in Osttirol, weiter entlang des Tauernbachs zum Felber Tauern, weiter über Langsee, Plattachsee, und Hintersee entlang der Felberache und das Felbertal bis zur Mündung in die Salzach.

## Gipfel
Sämtliche benannte Dreitausender (Hauptgipfel in der Granatspitzgruppe):
- Großer Muntanitz 3232 m ü. A.
- Kleiner Muntanitz 3192 m ü. A.
- Oberer Muntanitzpalfen 3170 m ü. A.
- Luckenkogel 3100 m ü. A.
- Stubacher Sonnblick 3088 m ü. A.
- Granatspitze 3086 m ü. A.
- Vordere Kendlspitze 3085 m ü. A.
- Hintere Kendlspitze 3085 m ü. A.
- Kalser Bärenkopf 3079 m ü. A.
- Gradötz 3063 m ü. A.
- Stellachwand 3060 m ü. A.
- Grauer Schimme 3053 m ü. A.
- Wellachköpfe 3037 m ü. A.
- Äußerer Knappentröger 3031 m ü. A.

Weitere bedeutende Gipfel im Zuge des Alpenhauptkamms (von West nach Ost):
- Hochgasser 2922 m ü. A.
- Bärenköpfe 2863 m ü. A.
- Teufelspitze 2848 m ü. A.
- Riegelkopf 2920 m ü. A.

## Gletscher
In der Granatspitzgruppe liegen folgende Gletscher:
- Bachtrögerkees
- Daberkees
- Gradötzkees
- Granatspitzkees
- Landeggkees (Knaudl)
- Landeggkees (Stubacher Sonnblick)
- Luckenkees
- Muntanitzkees
- Prägratkees
- Rabenkees
- Sonnblickkees